# لويس دوريس أدامز
لويس دوريس آدامز (بالإنجليزية: Louise Doris Adams)‏ (2 يوليو 1889 - 24 ديسمبر 1965) كانت معلمة رياضيات بريطانية ومفتشة مدرسة. كتبت كتاب A Background to Primary School Mathematics (Oxford University Press) عام 1953. وأصبحت رئيسة لجمعية الرياضيات لعام 1959.

## حياتها
حصلت لويس على شهادة جامعية من كلية بيدفورد بلندن مع مرتبة الشرف من الدرجة الثانية في الرياضيات عام 1911. كان عملها كمفتشة يتركز في ويست كانتري وخاصة برستل. وتقاعدت من التفتيش عام 1950.
انضمت إلى جمعية الرياضيات في عام 1915 تقريبًا، وكانت عضوًا لمدة 51 عامًا . وأصبحت عضوًا في لجنة التدريس الفرعية لجمعية الرياضيات في عام 1946، والتي أصبحت رئيسًا لها في عام 1954 وظلت عضوة في جمعية الرياضيات حتى وفاتها. و كانت أيضًا عضوًا في بعض اللجان الفرعية بالجمعية. أصبحت رئيسة لجمعية الرياضيات في عام 1959، وبذلك أصبحت ثاني امرأة تشغل هذا المنصب منذ تأسيس الجمعية في عام 1871، بعد ماري كارترايت في عام 1951،  وثاني مفتشة بعد فليتشر في عام 1939.
توفيت عام 1965.

## إسهاماتها
تمتعت لويس بخبرة كبيرة كمدرسة ومفتشة وكتبت كتابها، A Background to Primary School Mathematics (1953)، من واقع خبراتها. وكان يستهدف معلمي رياضيات المدارس الابتدائية، واستخدم دراسات الحالة لما يقرب من 80 طالبًا لتمثيل ربط تدريس الرياضيات بالخبرات الفردية للطلاب. وقد ألهم كتابها العديد من المعلمين، وأبرز تركيزًا أكبر على اللعب باستخدام الأدوات الرياضية على التعلم عن ظهر قلب.
ساعدت لويس بصفتها عضوًة في لجنة التدريس الفرعية التابعة لجمعية الرياضيات، في تحويل تركيز الجمعية «من التدريس إلى التعلم»  ومن ما ينبغي تدريسه إلى كيفية تدريسه، كما شجعت على تضمين التعليم الأساسي مع التعليم ثانوي ضمن نطاق المشروع.
كان كل من كتابها وخطابها الرئاسي أمام جمعية الرياضيات دافعًا رئيسيًا لإصلاح تعليم الرياضيات في المملكة المتحدة، كما كان لتقرير اللجنة الفرعية للتدريس لعام 1955 بعنوان تدريس الرياضيات في المدارس الابتدائية، والذي كان لها دوراً كبيراً في كتابته نفس الأثر.